# 李棠 (嘉靖進士)
李棠（1514年—？），字叔思，湖廣長沙府長沙縣人，民籍，明朝政治人物。

## 生平
嘉靖十三年（1534年）甲午科湖廣鄉試第十二名舉人。丁父憂，嘉靖十七年（1538年）中式戊戌科會試第五十一名，登第二甲第九十名進士。归取古今书，闭户读之，至十年，始出拜礼部主事。累歷官南京吏部郎中，隆庆三年（1569年）三月升南京通政司右參議，四年四月升太常寺少卿，五年春升都察院右佥都御史，五年七月升右副都御史，巡抚南赣汀漳提督军务，讨平韶州山民之乱。六年（1572年）九月官至南京兵部右侍郎，萬曆元年（1573年）九月改南京吏部右侍郎，二年十一月以病乞休。仕宦三十年，以耿直廉洁著称。五年三月賜祭葬。
天启初年，追谥恭懿。

## 家族
曾祖李端；祖父李源聰；父李仲昇，母許氏；繼母陶氏。慈侍下。兄李相。子李灯。